# 火の縄
『火の縄』（ひのなわ）は、松本清張の歴史小説。『雲を呼ぶ』のタイトルで『週刊現代』に連載され（1959年5月27日号 - 12月27日号）、1963年12月に講談社より刊行された。

## あらすじ
丹後国に宮津城を建築した細川藤孝・忠興父子は、丹後一円を完全に戡定するために、弓木城に余命を保つ一色義有の処置を考えていた。藤孝と気心の知れた仲の惟任光秀は、弓木城に使者を送り、細川家が丹後の半国を一色家に譲るかわりに、義有が藤孝の娘の伊与を娶る条件を提示する。伊与は嫁したのち、義有から、鉄砲の名人の稲富治介を紹介され、気心が通じるが、他方、婿入りの儀式を催す名目で宮津城に招かれた義有は、杯の席で忠興によって謀殺され、弓木城は落城、伊与は宮津に戻される。治介は鉄砲の腕により助命されるが、忠興は「どうせ猪や兎を追いまわしているうちに上手になったのであろう」と、一瞥し治介が性に合わなかった。
やがて信長が光秀に討たれ、羽柴秀吉が光秀を倒すと、藤孝は光秀の娘の存在が秀吉の勘気に触れることを恐れ、息子の妻の玉を三戸野の山中に幽閉する。治介は忠興から鉄砲で玉の退屈を慰めるよう使命を受けるが、玉は治介を相手にしなかった。
賤ヶ岳の戦いや小牧・長久手の戦いを経て、治介の鉄砲の名声は秀吉の耳にも聞え、秀吉は忠興に治介を大事にするよう云うが、忠興は虫が好かない治介を追放できなくなり、顔を歪める。秀吉の九州征伐を経て、治介の砲術の指南の申し込みが各大名から忠興に届くようになるが、忠興は玉の耶蘇教への改宗を止められず、侍女に暴行するばかりとなる。
関ヶ原の戦いを前に忠興は関東に下ることとなり、玉は忠興の命令を受けた稲富伊賀（治介）と共に大坂側の攻撃にさらされるが、「あいつの鉄砲はちょうど女子の警固に向いているわ」との忠興の残した言葉を思い出した伊賀は、玉の警固を放棄し、細川家を脱退する。

## 主な登場人物
- 歴史的人物の実際に関してはリンク先を参照。

稲富治介（稲富伊賀直家）
一色家の抱える鉄砲の名人で、ずんぐりした身体と野卑な顔の男。弓木城の落城後は、鉄砲の技のため細川家に抱えられる。
細川忠興
織田信長から認められ、丹後国を与えられた戦国の大名。功名心に燃えて猜疑心が強く、妻の玉を捻じ伏せようとするも空回りする。
玉（細川ガラシャ）
忠興の妻。光秀の娘。華麗な美人で相当な教養を持つが、勝気で容易に表情を出さず、喧嘩では夫を屈服させている。
細川藤孝（細川幽斎）
忠興の父。辛酸をなめた半生を送るが、古典に造詣が深く、和歌や茶の湯の教養を持つ。光秀とは年来の友。
伊与
父藤孝の言葉に従い、一色義有に嫁ぐ。兄の忠興を怕がり、嫂の玉にもなじめていない。
一色義有
丹後地方を旧くから領有する一色家の大名。おだやかな武勇者で、人心を得ている。
小森万作
一色家の家来の一人。弓木城から脱出の際に内通し、細川家につく。
小百合
伊与の輿入れに従い弓木城に来た若い侍女。伊与の脱出の際も従う。

## エピソード
- 著者は本作に先行し稲富祐直を主人公とする短編小説「特技」を1955年に発表しているが[注釈 3]、本作の最終節「稲富脱走」は「特技」とほとんど同一のモチーフで描かれている。小説家の阿刀田高は「「特技」に到るまでの諸事情を四百五十枚ほど書いて前に付け足し「火の縄」が成った、と考えてもよい構造」と述べている[1]。なお著者は、稲富祐直を主人公とする他の短編小説「逃亡者」を1961年に発表している[注釈 4]。
- 文芸評論家の縄田一男は「社会的な疎外を受けつつも心の奥底で激しい執念を燃やし続けるという主人公の設定は、初期作品「或る「小倉日記」伝」「啾々吟」「断碑」などと共通するものがある」と述べている[2]。
- 文学研究者の森豪と宮海峰は、司馬遼太郎が『花神』において村田蔵六を滅私的な性向を持つ人物として描いたのと比較し、「稲富伊賀は強烈な自我をもった技術者であり、その主人になる細川忠興もその妻の玉もそうである。この物語は、それら三人の強烈な自我の衝突の物語とも言える」と評し「玉と伊賀の関係と対照的なのは、伊賀と伊予の関係であ」り、「おおらかで素朴な夫（一色義有）と愛し合う伊予は、豊かな山国の自然に包まれて幸福であった。その豊かな自然の中から技術者、伊賀が現れる。そのようなつながりの中から伊予と伊賀の結び付きができる。それに対し、玉との関係は、閉ざされた、強烈な自我をもつ者同士の主従関係であった」「伊賀は、最終的に技術に仕え、玉を見捨てた。怒り狂う忠興の執捕な邪魔によって、それ以後仕官はできなかったが、その技術は賞讃され続けた。しかし伊賀は、自分の人格が賞讃されていると思った。家康に出会い、その技術のみが賞賛されていたことを知った。司馬の蔵六であれば、それで満足であった。しかし伊賀は技術を呪う。この時点で、伊賀が技術に仕えきっていなかったことが明らかとなる」と述べ、本作の最終節で「世間は、このような複雑な事情を知らない」とされた背景を分析している[3]。